# Эспириту-Санту (Риу-Гранди-ду-Норти)
Эспириту-Санту (порт. Espírito Santo) — муниципалитет в Бразилии, входит в штат Риу-Гранди-ду-Норти. Составная часть мезорегиона Восток штата Риу-Гранди-ду-Норти. Входит в экономико-статистический  микрорегион Литорал-Сул. Население составляет 11 154 человека на 2006 год. Занимает площадь 143,673 км². Плотность населения — 77,6 чел./км².

## История
Город основан 4 января 1962 года. 

## Статистика
- Валовой внутренний продукт на 2003 год составляет 20 316 023,00 реалов (данные: Бразильский институт географии и статистики).
- Валовой внутренний продукт на душу населения на 2003 год составляет 1854,84 реалов (данные: Бразильский институт географии и статистики).
- Индекс развития человеческого потенциала на 2000 год составляет 0,581 (данные: Программа развития ООН).